# Pichtcheblok
Pichtcheblok (en russe : Пищеблок) est une série télévisée russe, créée par Sviatoslav Podgaïevski et diffusée du 19 mai 2021 sur KinoPoisk.

## Fiche technique
- Titre original : Пищеблок
- Réalisation : Sviatoslav Podgaïevski
- Scénario : Alexandre Talal
- Musique : Sergueï Kachirine
- Pays d'origine : Russie
- Format : Couleurs - 35 mm - Mono
- Genre : horreur
- Durée : 9 épisode
- Date de sortie : 2021

## Distribution (dans l’ordre du générique)
- Piotr Natarov : Valerka Lagounov
- Daniil Verchinine : Igor Korzoukhine
- Anguelina Stretchina : Veronika Nesvetova
- Maria Abramova : Anastasiïka Sergouchina
- Irina Pegova : Svistroukha
- Timofeï Tribountsev : Valentin Nossatov
- Sergueï Chakourov : Serp Ieronov
- Fiodor Fedosseïev : Liova Khlopov
- Nikita Kologrivy : Dimon Malosolov
- Yana Gladkikh : Irina Kopylova
- Denis Paramonov : Sacha Plotkine
- Dmitri Blokhine : Ivan Kapoustine
- Natalia Potapova : Anna Samyguina
- Nikolaï Fomenko : Nikolaï Kolybalov
- Ilia Korobko : Denis Lagounov